# Moxostoma pisolabrum
Moxostoma pisolabrum är en fiskart som beskrevs av Trautman och Martin, 1951. Moxostoma pisolabrum ingår i släktet Moxostoma och familjen Catostomidae. Inga underarter finns listade i Catalogue of Life.